# 周远
周远（1938年7月16日—），江苏金坛人，中国低温工程、制冷技术专家。1961年毕业于清华大学热能工程系。2003年当选为中国科学院院士。现任中国科学院理化技术研究所研究员。